# 瑪挪亞
根據《聖經·士師記》，瑪挪亞:13:2（希伯來語：‎，羅馬化：Mānoaḥ，天主教譯瑪諾亞）是士師時期的人物，士師參孫的父親。他的名字的意思是「休息」。
根據聖經記載，瑪挪亞是一名瑣拉人，屬於但支派。他娶了一名沒有記載名字的女子，她向來不孕不育。耶和華的使者向瑪挪亞的妻子顯現，預言她必懷孕生一個兒子，即後來的參孫:13:2-24。根據猶太拉比的傳統，瑪挪亞還育有一女，名爲「Nishyan」或「Nashyan」（希伯來語：‎）。